# 首都圏トライアングル

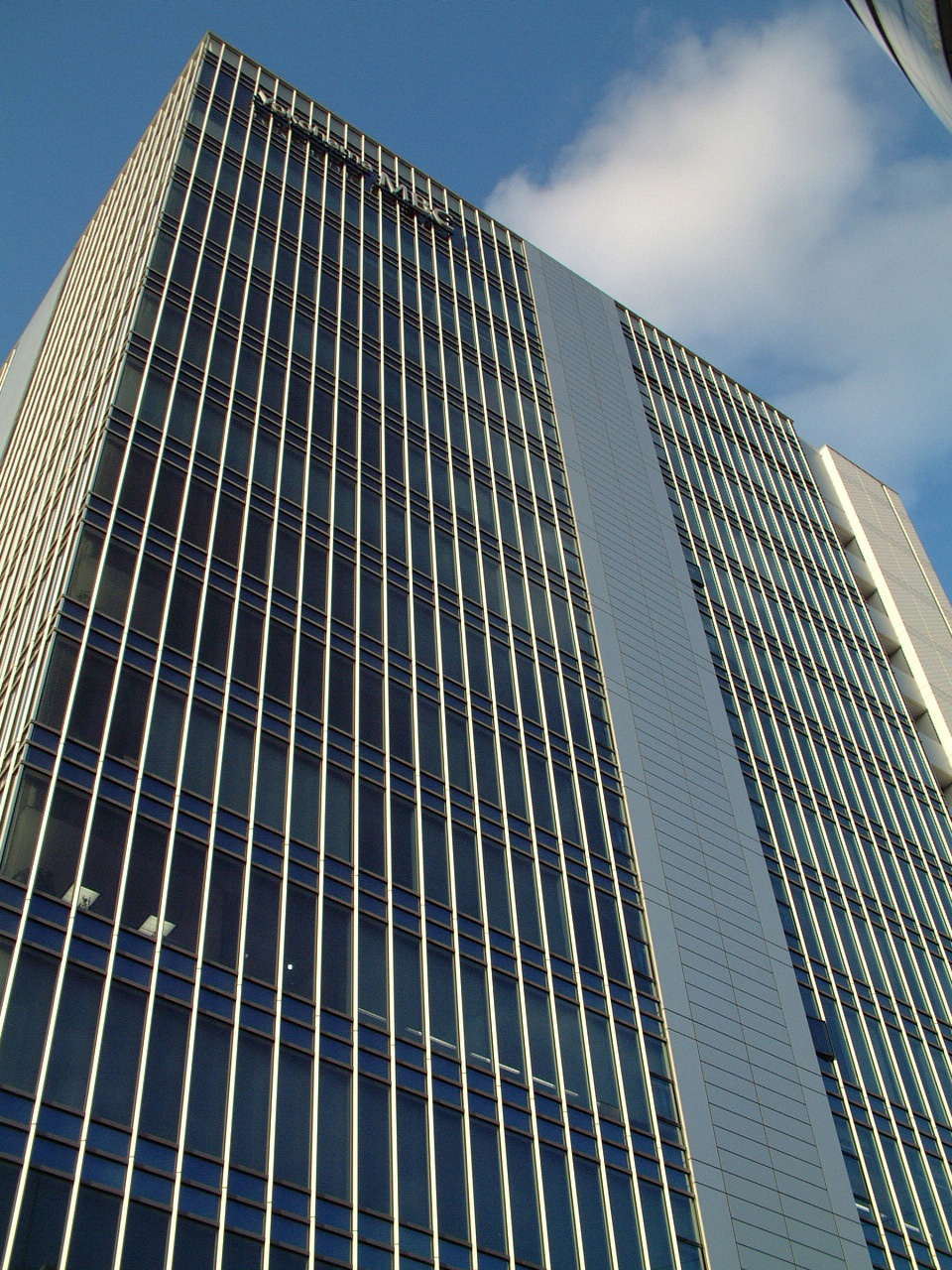
参加局のテレビ神奈川(tvk)本社屋

首都圏トライアングル（しゅとけんトライアングル）は、南関東の全国独立放送協議会所属の3局であるテレビ埼玉（テレ玉、TVS）・千葉テレビ放送（チバテレ、CTC）・テレビ神奈川（tvk）の共同制作機構の名称である。
各局を代表する地域情報生番組を30分ずつそれぞれの局に放送している。なお、2006年3月までは上記3局に東京メトロポリタンテレビジョン（TOKYO MX）を加えた4局で構成する「首都圏ネット4」であった。

## 経緯

### 「首都圏ネット4」結成
2003年1月のスタート時は実験的なものだったが、「首都圏ネット4」開始を発表した合同記者会見は4局のニュースで放送された。
当初は、千葉テレビは「朝まるJUST」、東京メトロポリタンテレビジョン（この項、以後「東京MXテレビ」と表記）は「白沢みきのモーニングTOKYO」、テレビ埼玉は「情報ひるびん」、テレビ神奈川は「HAMA大国」の冒頭かエンドを30分ネットする形態であった。なお、「朝まるJUST」と「モーニングTOKYO」がともに6:30スタートだったため、千葉テレビは「朝まるJUST」のスタートを6:00に繰り上げた。
後に、東京MXテレビの担当枠で放送されていた「モーニングTOKYO」が放送を終了し、後番組として「TOKYOモーニングサプリ」が放送を開始したが、「首都圏ネット4」結成前からネットしていた京都放送（KBS京都）が半年でネットを打ち切った。また、2004年4月より千葉テレビの「朝まる」が6:30スタートに戻ったため、「TOKYOモーニングサプリ」は東京MXテレビのみ7:00スタートとなった（制作局ではOAが120分から90分に短縮された）。

### 「首都圏ネット4」空中分解、首都圏トライアングルへ
2006年3月末、東京MXテレビはデジタル放送の出力問題などに絡んで他の加盟局から離脱を勧告されたことから、「首都圏ネット4」を離脱した。これにより残り3局による「首都圏トライアングル」へと変わった。東京MXテレビの機構離脱に伴いネット関係が完全に断絶した訳ではない。tvkが制作する政府広報番組のMXへのネット、MX制作の『宝塚カフェブレイク』のテレ玉およびチバテレへの番組販売の他、チバテレ制作の『牧野裕のEnjoy Golf』（現在はMXへのネット終了）やテレ玉制作の『フィッシング倶楽部』のネットをMXが引き受けている。
また、2011年3月11日に発生した東日本大震災に関する内閣府提供の広報番組については、テレビ神奈川が制作したものを関東の独立放送テレビ局6局で放送した。なお、MXでtvk制作の番組が放送されたのは約1年ぶりであった。
なお、首都圏トライアングル参加局も参加する他の共同制作機構としては、2007年には関東地方以外の局も参加した東名阪ネット6が、2011年6月1日には群馬テレビととちぎテレビも参加した5いっしょ3ちゃんねる（関東独立5局会）がそれぞれ結成されている。2015年1月からは、東名阪ネット6および5いっしょ3ちゃんねる各局が共同制作した『モンキーパーマ』や、とちぎテレビ制作で5いっしょ3ちゃんねる同時ネットを行っていた『ダイアモンド☆ユカイとユカイなラーメン研究所』をMXがネットするようになった（しかし、どちらも途中でネットを打ち切っている）。2020年10月からは、やはり以前に5いっしょ3ちゃんねる同時ネットを行っていた『白黒アンジャッシュ』（千葉テレビ制作）をMXがネットしていた（こちらも後に、不祥事明けの渡部建の復帰に反発する形で、2022年2月にネットを打ち切った）。
一方、離脱したMXは、『5時に夢中!』を2009年4月から群馬テレビにも同時ネットで放送されるようになり、2013年からは、サンテレビジョン・KBS京都でもネットされるようになるなど新たなネットワークを形成している。
2016年4月からテレビ神奈川の制作で『ありがとッ!』の後番組の『猫のひたいほどワイド』では月曜から木曜のみの放送のため、金曜の当該時間は、各局で別々の番組を放送することになった。

## 首都圏トライアングルの番組

### レギュラー放送
- 7:30 - 8:00 ちば朝ライブ モーニングこんぱす 千葉テレビ制作（千葉テレビのみ6:45から放送）※祝日は休止
- 12:00 - 12:30 猫のひたいほどワイド テレビ神奈川制作（テレビ神奈川のみ13:30まで放送）※月曜から木曜のみの放送、祝日は休止
- 16:30 - 17:00 マチコミ テレビ埼玉制作（テレビ埼玉のみ17:45まで放送）※祝日は首都圏トライアングル枠は休止

この枠内は3局同じCMが流れる。7月の高校野球など特番があるときには、特定の局のみ休止になることもある。また「猫のひたいほどワイド」は28分に、「マチコミ」「モーニングこんぱす」は58分に終わって、各局の放送に戻る。
各番組の制作局はウォーターマーク表示。ネット局は非表示。ただしテレビ埼玉は「モーニングこんぱす」「猫のひたいほどワイド」共に番組開始5秒間と番組終了前5秒間は表示。
時刻表示は、「モーニングこんぱす」は3局共表示。千葉テレビはカスタム表示。「猫のひたいほどワイド」は千葉テレビのみ非表示。「マチコミ」はテレビ埼玉のみ表示。

### 共同企画
- 首都圏ネット4
  - 「ASPプロサーフィンワールドチャンピオンシップツアー クイックシルバープロ」（2005年9月30日、千葉テレビ制作）
  - 「生特番!洋楽天国」（2006年1月6日　テレビ神奈川制作） MC・ジョン・カビラ、遠近由美子
  - 「IT その扉の向こうに」（2006年1月11日 テレビ神奈川制作） MC・大村あつし
  - 「春のお勧め一泊二日関口さんII」（2006年3月3日 テレビ埼玉制作）
  - 「魂TV」（東京メトロポリタンテレビジョン制作） - バンダイ提供のガンプラ宣伝番組。
  - music F（東京メトロポリタンテレビジョン制作）同局制作の首都圏ネット4参加局を含めた全国ネットの番組

- 首都圏トライアングル
  - 2006年4月26日、ネット3番組で「GWスペシャル」と題して各地域のオススメスポットを紹介した。

### 上記以外で3局がネットする主な番組
◎がついている番組は、3局同時ネット（または、3局同時ネットで放送していたもの）

#### 現在放送中の番組
- ロンブー亮の釣りならまかせろ!（テレビ埼玉制作）
- 浅草お茶の間寄席（千葉テレビ制作、ただしテレビ埼玉は新春特番のみ）
- 全国高校サッカー選手権大会（首都圏トライアングル各局を含めた、民間放送43社共同制作）
- JRA競馬中継（日本BS放送制作） - ◎（特別番組などでネットしない場合あり　首都圏トライアングル各局からの製作スタッフや出演者の派遣は行っていない）
- いい伊豆みつけた（伊豆急ケーブルネットワーク制作）
- ドラマ特区（毎日放送制作。2019年4月の枠設定時から3局でネット）

#### 番組自体は継続しているが、3局ネットを途中で打ち切った番組
- クルマでいこう!（テレビ神奈川制作） - テレビ神奈川のみ放送を継続しているが、千葉テレビは2009年3月、テレビ埼玉は2010年3月をもってネット打ち切り（極稀に放送される単発特番のみ放送）
- 牧野裕のEnjoy Golf（千葉テレビ制作） - 千葉テレビとテレビ埼玉は放送を継続しているが、テレビ神奈川は2009年9月でネット打ち切り

#### 終了した番組
- 中央競馬ワイド中継&ハイライト（3局共同制作） - ◎
- K-POPアイドル!登龍門（3局共同制作） - ◎
- K-POP LAB.（3局共同制作） - ◎
- リアル鬼ごっこ THE ORIGIN（3局共同制作） - ◎
- すぽらば（3局共同制作） - ◎
- びったれ!!!（3局の他、各地方局を含めた合計10局による共同制作）
- 白鳥麗子でございます!（3局の他、各地方局を含めた合計7局による共同制作）
- SONY MUSIC TV（テレビ神奈川制作）
- Channel-a（テレビ神奈川制作）
- 柔道日本! 〜ロンドンへの道〜（テレビ神奈川制作）
- 新車情報→新車ファイル クルマのツボ（テレビ神奈川制作）
- 霞ヶ関レポート（テレビ神奈川制作）
- クイズハッピーチャンス→クイズバトンタッチ→明日への選択→コンパスU→アクセスNOW→ニッポン早わかり→Just Japan（テレビ神奈川制作）
- ジャンプ!ジャンプ!ジャンプ!（テレビ神奈川制作）
- 佐藤しのぶ 出逢いのハーモニー（テレビ神奈川制作）
- saku saku（テレビ神奈川制作）
- ダンスは一番（テレビ埼玉制作）
- 桜塚ヤンキース（テレビ埼玉制作）
- ボビー's スタジアム（テレビ埼玉制作）
- フィッシング倶楽部（テレビ埼玉制作）
- やまがた発!旅の見聞録（山形放送・テレビ埼玉共同制作）
- フットサル365（千葉テレビ制作）
- 塾長・生島ヒロシの定年塾（千葉テレビ制作）
- LIVE&REPORT 中央競馬中継（千葉テレビ制作） - ◎（tvkは一部時間帯でネットしない時間あり）
- ジェンガの達人 ジェンガール（千葉テレビ制作、2015年の第2期のみ3局ネット、2014年の第1期は千葉テレビのみの放送）
- 達人道（千葉テレビ制作）
- アイドルパーティー（千葉テレビ制作、テレビ神奈川とテレビ埼玉は途中の2016年5月でネット打ち切り、番組終了時は千葉テレビのみの放送）
- ごちそうライフ→ごちそうライフ2→ごちそうライフ3（千葉テレビ制作） - テレビ神奈川のみ、2013年3月でネット打ち切り（そのため、テレビ神奈川では「ごちそうライフ2」以降は放送されていない）
- シャキット!（千葉テレビ制作） - ◎
- イッテ♡恋48（テレビ神奈川・テレビ埼玉・千葉テレビ・サンテレビジョン・名古屋テレビ放送共同制作）
- ウルトラゾーン（テレビ神奈川・テレビ埼玉・千葉テレビ・サンテレビジョン・名古屋テレビ放送共同制作）
- 戦国鍋TV 〜なんとなく歴史が学べる映像〜（テレビ神奈川・テレビ埼玉・千葉テレビ・サンテレビジョン共同制作）
- TV・局中法度!（テレビ神奈川・テレビ埼玉・千葉テレビ・サンテレビジョン共同制作）
- 攻殻機動隊 STAND ALONE COMPLEX（攻殻機動隊制作委員会制作） - ◎
- 攻殻機動隊 S.A.C. 2nd GIG（攻殻機動隊制作委員会制作） - ◎
- 競馬展望プラス（3局共同制作）

## 関連番組
テレビ埼玉発、千葉テレビ・テレビ神奈川へネット
- ひるたま（旧ひるびん）
- ごごたま
- マチコミ

千葉テレビ発、テレビ埼玉・テレビ神奈川へネット
- 朝まるJUST
- ハピはぴ・モーニング〜ハピモ〜
- シャキット!
- ちば朝ライブ モーニングこんぱす

テレビ神奈川発、テレビ埼玉・千葉テレビにネット
- HAMA大国
- 1230アッと!!ハマランチョ（旧とっておき自遊食感ハマランチョ）
- ありがとッ!
- 猫のひたいほどワイド（月曜から木曜のみの放送）

TOKYO MX発、テレビ埼玉・千葉テレビ・テレビ神奈川へネット ※この組み合わせのネットは、2013年現在は行われていない。
- 白沢みきのモーニングTOKYO
- TOKYOモーニングサプリ